# Tamara Mascara

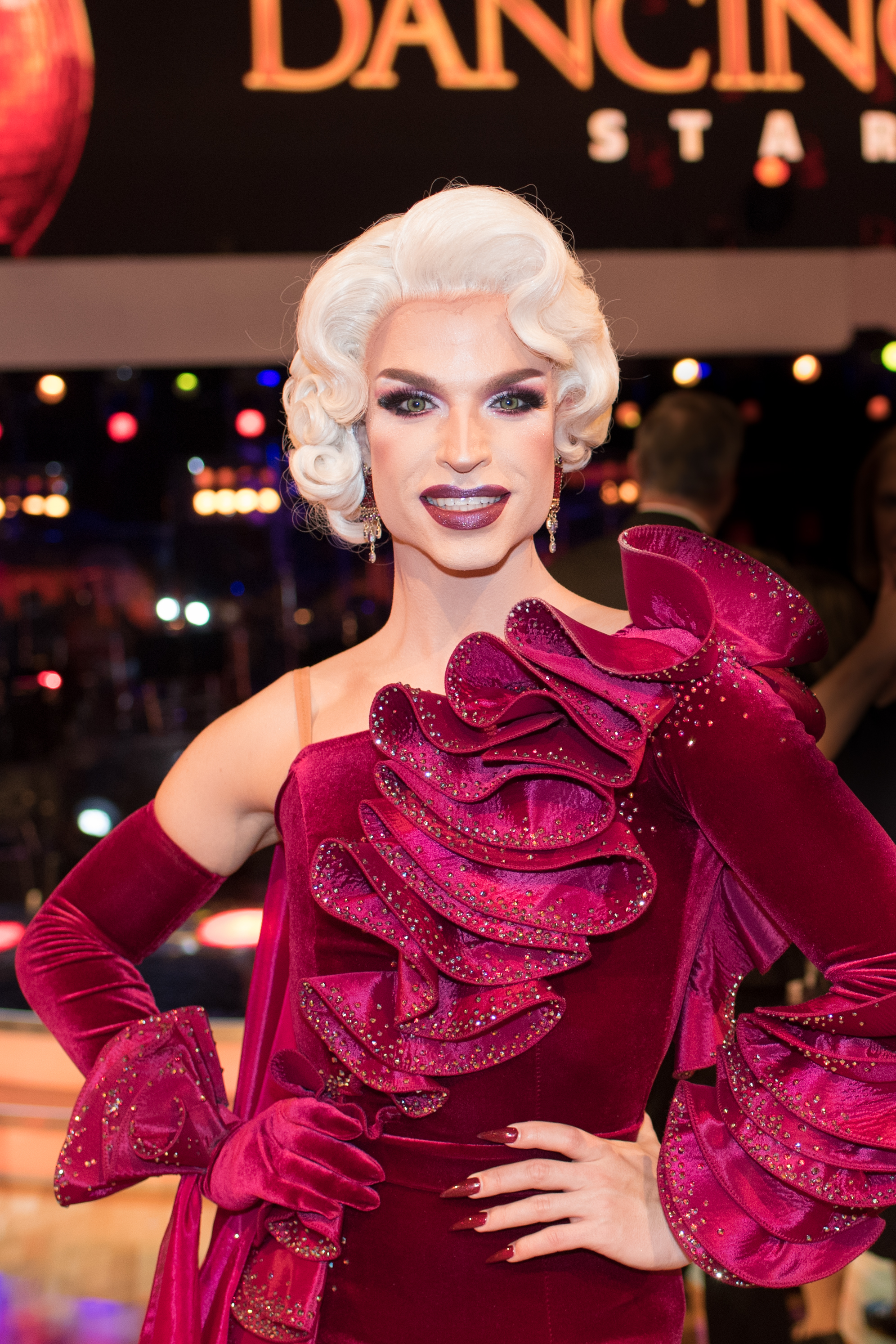
Dancing Stars 2020

Tamara Mascara ist eine vom Österreicher Raphael Massaro (* 15. November 1987) geschaffene Kunstfigur, der unter diesem Namen als DJ, Modedesignerin, Moderatorin und eine der bekanntesten Drag Queens Österreichs auftritt.

## Karriere
Ihre Karriere als DJ startete Mascara im Rahmen des Heaven Vienna. Sie ist auch Mitveranstalterin und Mitgründerin von The Circus, der größten LGBT-Party Österreichs, die seit 2011 mehrmals jährlich stattfindet.

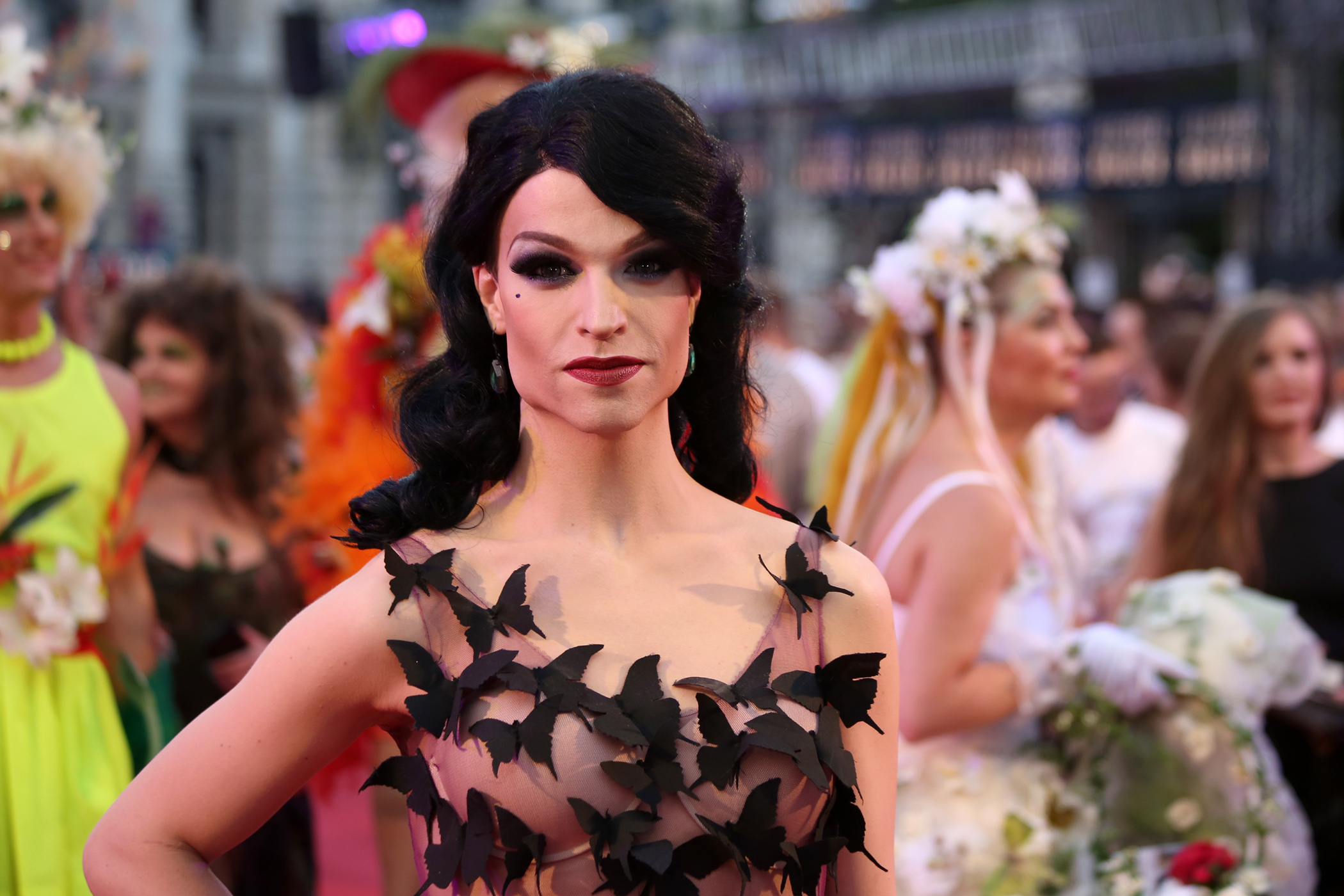
Life Ball 2014

2014 gehörte sie beim 59. Eurovision Song Contest in Kopenhagen als Visagistin zum Team rund um Conchita Wurst, die den Wettbewerb auch gewann. Sie war auch Teil der österreichischen „Postkarte“, einer Zuspielung, welche vor dem Auftritt das jeweilige Land vorstellt.
Sie betreibt seit Ende 2016 einen YouTube-Kanal, auf dem sie regelmäßig Videos zu den Themen Make-up und Drag veröffentlicht.
Als Testimonial für ein offenes und LGBT-freundliches Wien bereist Mascara, in Zusammenarbeit mit WienTourismus, weltweit Städte und Pride-Paraden wie Tokio oder Rom.
Für Renault Österreichs Content-Kampagne zu deren Crossover-Modellen wurde Mascara vom Wiener Regie-Duo Apesframed porträtiert.
In Mara Mattuschkas queerem Drama Phaidros übernahm sie die Rolle der Madame Oh.
Mascara moderiert viele Veranstaltungen, etwa den Rosenball, das LGBT-Straßenfest Andersrum ist nicht verkehrt oder die jährliche Wahl zur Miss Pride auf der Regenbogenparade. Neben Hanno Settele moderierte sie Setteles Zugabe, den After-Show-Talk zum Eurovision Song Contest 2019 auf ORF 1.
Für die österreichische Version von Sprites Stay Fresh-Werbung, einer internationalen Kampagne gegen Mobbing und Hass im Internet, ist Mascara Haupt-Testimonial. Unterstützt wird im Rahmen der Kampagne auch Rat auf Draht sowie ein Sozialprojekt.
2020 war Mascara Kandidatin in der 13. Staffel der ORF-Tanzshow Dancing Stars und erreichte den neunten Platz. Sie ist im deutschsprachigen Raum die erste und weltweit, nach Courtney Act, die zweite Drag Queen, die an einer Version der BBC-Sendung Strictly Come Dancing teilnahm. Im Mai 2020 kommentierte sie auf Puls 24 gemeinsam mit Dori Bauer und Patrick Fux den Free European Song Contest.